# Доманевек (Лодзинське воєводство)
Доманевек (пол. Domaniewek) — село в Польщі, у гміні Далікув Поддембицького повіту Лодзинського воєводства.
Населення — 102 особи (2011).
У 1975-1998 роках село належало до Серадзького воєводства.

## Демографія
Демографічна структура станом на 31 березня 2011 року:
|          | Загалом | Допрацездатний вік | Працездатний вік | Постпрацездатний вік |
| -------- | ------- | ------------------ | ---------------- | -------------------- |
| Чоловіки | 55      | 7                  | 43               | 5                    |
| Жінки    | 47      | 11                 | 22               | 14                   |
| Разом    | 102     | 18                 | 65               | 19                   |